# 赫尔曼·威廉·丹德尔斯
赫尔曼·威廉·丹德尔斯（荷蘭語：Herman Willem Daendels，1762年10月21日—1818年5月2日）荷兰的革命家、军事领袖和政治家。他曾参与英俄入侵荷兰，担任荷属东印度第36任总督，任期为1808年至1811年。